# Charles Coward
Charles Coward, cu numele complet Charles Joseph Coward (n. 1905, Greater London, Anglia, Regatul Unit al Marii Britanii și Irlandei – d. 1976, Londra, Anglia, Regatul Unit), a fost un militar britanic luat prizonier de germani în timpul celui de-Al Doilea Război Mondial. După mai multe evadări și recapturări a ajuns în lagărul de prizonieri de război britanici din Auschwitz, unde a fost martorul multor atrocități comise de naziști, despre care a dat informații în exterior și a ajutat cât a putut deținuți deportați.

## Biografie
Charles Coward s-a născut într-o familie modestă. Era un cockney din suburbia Edmonton a Londrei. A fost militar în India, într-un regiment de artilerie, de unde a fost lăsat la vatră ca sergent-major, în 1924. S-a reangajat în armată la 16 iunie 1937. Când, în vara lui 1939 a apărut amenințarea războiului cu Germania, era căsătorit și avea patru copii. În armată instruia recruți și unitatea lui a fost staționată în Franța. A fost ușor rănit și luat prizonier în apropiere de Calais, la 25 mai 1940, la puțin timp după atacarea Franței de către armata germană.

### În prizonierat
Coward a fost deținut în mai multe lagăre de prizonieri și a evadat de mai multe ori, dar a fost prins de fiecare dată. Cel mai mult timp a fost în lagărul de prizonieri numit Stalag VIII B⁠(d), de lângă Łambinowice⁠(d) (în germană Lamsdorf), din Polonia. Lagărele de prizonieri de război erau în administrația Wehrmachtului, care respecta în linii mari, în cazul aliaților occidentali, Convenția de la Geneva din 1929 referitoare la prizonierii de război, și situația prizonierilor era relativ bună, mai ales după ce, începând cu primăvara lui 1941, au primit pachete prin intermediul Crucii Roșii. Puteau să corespondeze, să facă sport, să joace teatru, să citească. Subofițerii, ca și ofițerii, nu erau obligați să muncească, dar se puteau prezenta voluntar pentru aceasta. Trebuiau doar să respecte prevederile Convenției referitoare la comportarea lor. Existau tentative de evadare, dar în general nu reușeau. Erau pedepsite, conform Convenției, numai disciplinar, cu detenție de maximum o lună în arestul lagărului.

#### La Auschwitz

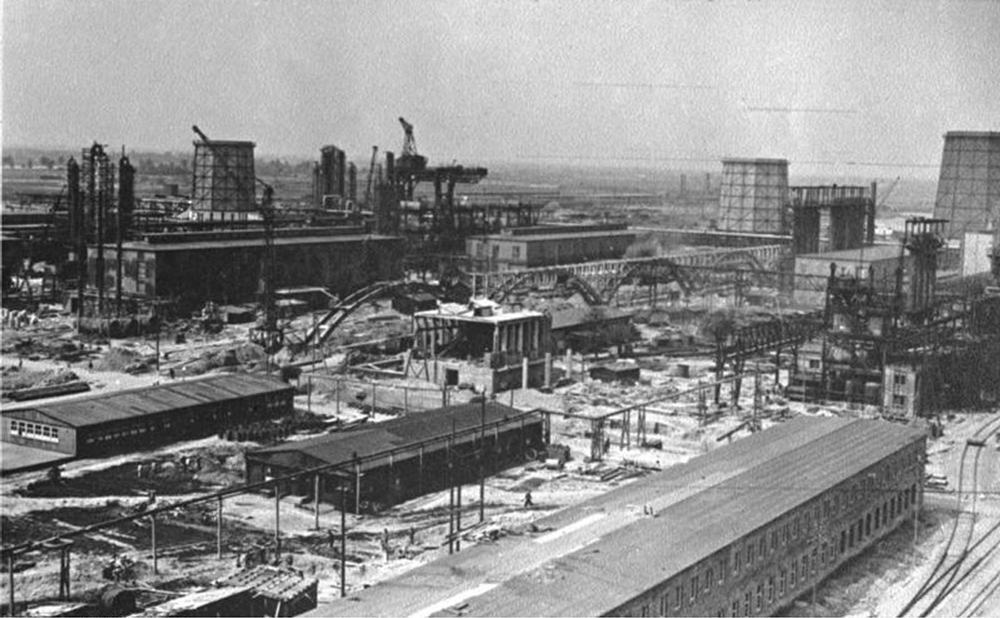
Uzina în construcție unde au lucrat și prizonieri britanici (vedere din 1942)

În noiembrie 1943, lagărul din Lamsdorf a fost împărțit în două. Numele Stalag VIII B a fost dat unui lagăr din Cieszyn (în germană Teschen). De acesta depindea lagărul de muncă de prizonieri britanici E715, situat în complexul de lagăre Auschwitz. În decembrie 1943, maiorul Lowe, prizonierul cu funcția numită Chief Red Cross Trustee (administrator șef al Crucii Roșii) pentru Stalag VIII B l-a ales pe Coward să fie Red Cross Trustee pentru E715, altă denumire a funcției fiind Man of Confidence (om de încredere). El era acolo singurul subofițer, reprezentantul prizonierilor, purtătorul lor de cuvânt în relațiile cu gardienii lagărului. Avea și dreptul de a se deplasa, escortat de un gardian, în lagărul principal și în localități din apropierea complexului Auschwitz. E715 era situat în apropiere de terenul unde se construia o uzină a firmei I. G. Farben⁠(d), care urma să producă cauciucul sintetic denumit Buna. Lagărul britanicilor era totodată la câteva sute de metri de lagărul de concentrare Auschwitz III-Monowitz, numit și Buna/Monowitz, în care marea majoritate a deținuților erau evrei deportați. Britanicii făceau lucrări în uzină sau pe lângă ea, de exemplu pentru construirea sistemului de transport al energiei electrice. În decembrie 1944, la construcția uzinei lucrau aproximativ 7.000 de deținuți din lagărul Auschwitz III, 13.000 de muncitori străni aduși la muncă obligatorie, 8.000 de germani angajați ai I. G. Farben, 600 de prizonieri de război britanici și câteva zeci de prizonieri de război italieni.
Coward a fost martorul multor atrocități naziste care se petreceau la Auschwitz. Auzea sunet de împușcături care venea din lagărul Auschwitz-III, uneori de cinci-șase ori pe săptămână. Vedea echipele de deținuți evrei care lucrau pe șantierul uzinei. Erau într-o stare fizică deplorabilă din cauza subnutriției și îmbrăcați și iarna numai în haine vărgate subțiri, nevoiți să facă munci care îi epuizau, fiind tratați cu cruzime de maiștrii civili, de SS-iști și de kapo⁠(d), care mergeau cu cruzimea până la a-i ucide în bătaie pe cei care nu mai puteau lucra. A văzut sosirea unor transporturi cu deportați, scoaterea din vagoane a cadavrelor celor morți în timpul transportului și despărțirea celor apți de muncă de bătrâni și de femeile cu copii. A aflat, ca și ceilalți britanici, despre uciderea celor din urmă și a celor deveniți inapți de muncă, în camere de gazare, și despre arderea cadavrelor în crematorii. Fumul lor îl vedeau și mirosul lui specific îl simțeau și prizonierii britanici. Unii britanici lucrau în aceleași locuri ca unele echipe de deținuți evrei, pe care îi contactau în secret, și care le vorbeau despre ce se petrece la Auschwitz. Vorbeau despre aceasta și muncitori străini, angajați germani și chiar SS-iști. Coward auzea aceasta și de la locuitori ai orașului Oświęcim (în germană Auschwitz) și de la soldatul care îl escorta.
Prizonierii britanici aveau o situație incomparabil mai bună decât toți cei obligați să lucreze pe șantier, dar nici dintre ei nu au fost scutiți unii de bătăi din partea unui subofițer german sau a unor angajați ai I. G. Farben. Un britanic a fost împușcat de un SS-ist pentru că a refuzat să urce fără echipamentul necesar pe o grindă de fier acoperită de gheață.
Coward dădea informații despre ceea ce constata și afla, ori de câte ori avea posibilitatea, în primul rând superiorului său din Teschen. Făcea aceasta și prin scrisori, folosind un cod prestabilit cu serviciul de informații al armatei britanice încă dinainte de prizonierat, la adresa unde locuia soția lui, dar adresate pe numele William Orange, care apărea ca tatăl lui, de fapt deja mort la vremea aceea. Din acestea, soția lui a înțeles că erau adresate de fapt War Office (Ministerului de Război), și le ducea acestuia. În același mod, Coward comunica și informații cu caracter militar, ceea ce a fost apreciat după război de către MI9⁠(d), serviciul secret britanic de ajutorare a prizonierilor de război. Reprezentanți ai Elveției, puterea protectoare a Regatului Unit în timpul războiului, au venit de două ori în lagărul E715 în vara lui 1944 și Coward i-a informat și pe ei despre situația deținuților din Auschwitz III.
Prizonierii britanici căutau să-i ajute cum puteau pe deținuții din Auschwitz III: cu o vorbă bună, vești despre mersul războiului, mâncare, țigări și haine, transmițând afară mesaje ale lor. Făceau toate acestea pe ascuns, pentru că era interzis, și cu riscul pentru deținuți de a fi pedepsiți. Odată Coward a văzut o scenă între un britanic și un deținut care nu au ținut seama de acest risc. Britanicul a aruncat ceva deținutului, acesta s-a aplecat ca să ia acel lucru și un supraveghetor l-a împușcat. Coward a cerut direcției I. G. Auschwitz permisiunea ca britanicii să le dea haine și încălțăminte, dar a fost refuzat. După război au existat câteva relatări și despre prizonieri britanici care au ajutat deținuți să evadeze.
Coward a relatat printre altele în depoziția sa pentru procesul I. G. Farben⁠(d) de la Nürnberg, o faptă deosebită a sa. Un deținut i-a vorbit despre un medic evreu din marina de război britanică, deținut și el la Auschwitz III. Deținutul care l-a contactat pe Coward i-a transmis acestuia un bilet de la medic cu rugămintea să-i anunțe rudele și autoritățile britanice despre situația sa. Coward a vrut să-l contacteze direct pe medic. Pentru aceasta a mituit cu țigări un kapo ca să-și poată schimba pentru o noapte îmbrăcămintea cu hainele unui deținut, și după programul de muncă a intrat cu coloana deținuților în lagărul lor. A petrecut noaptea în baraca lor, unde a văzut în ce condiții inumane trăiau și ce mâncare primeau. Luau cu ei deținuți morți pe șantier și îi țineau la apel ca și cum ar fi vii, ca să aibă și rația lor de mâncare. Nu l-a găsit pe medic și dimineața a ieșit tot cu coloana de deținuți. Doi foști prizonieri din E715 au confirmat că au aflat despre fapta lui Coward. Medicul a fost identificat după război drept Karel Sperber⁠(d), un evreu din Cehoslovacia refugiat în Anglia, care fusese medic pe o navă britanică scufundată de germani. A fost mai întâi prizonier de război, apoi deținut și el la Auschwitz III, fiind medic la infirmerie. Nu a aflat despre acțiunea lui Coward.
În vara lui 1944, britanicii au fost mutați într-un lagăr mai aproape și de uzină, și de lagărul Auschwitz III. Drumul lor spre șantier trecea pe lângă el și puteau vedea și auzi ce se petrecea în acesta: deținuți spânzurați, împușcături, țipete.
La 20 august 1944, americanii au bombardat pentru prima oară teritoriul complexului Auschwitz. Vrând să bombardeze uzina, au nimerit lagărul britanicilor, care nu aveau un adăpost adecvat. Coward a scăpat cu viață, dar 39 de prizonieri au fost uciși.
În decembrie 1944 a început perioada cea mai grea din prizonieratul lui Coward. Pachetele de la Crucea Roșie nu mai ajungeau la prizonieri și mâncarea lor era redusă la cea puțină pe care o primeau de la germani. În acea lună, Coward a fost trimis la Teschen și nu mai avea funcția pe care o avusese. În ianuarie 1945, din cauza apropierii Armatei Roșii, lagărul a fost evacuat, prizonierii fiind mânați în marș spre vest. Grupul lui Coward a mers timp de aproape trei luni, îndurând foamea și frigul până a ajuns la Hanovra. Acolo s-a terminat prizonieratul lui Coward, când orașul a fost ocupat de americani. A ajuns acasă la 14 aprilie 1945.

### După război
Coward a fost citat ca martor al acuzării în procesul I. G. Farben. A depus mărturie scrisă la 24 iulie 1947 la Londra și a răspuns la întrebările procurorului și ale avocaților apărării la 13 noiembrie la tribunal, relatând despre crimele naziste pe care le-a constatat și le-a aflat la Auschwitz.
În 1950, Norbert Wollheim⁠(d), un fost deportat la Auschwitz III-Monowitz, a dat în judecată I. G. Farben la tribunalul din Frankfurt pe Main, pentru munca forțată la care a fost supus, cerând compensații pentru aceasta. Coward a fost ascultat de tribunal ca martor al lui, la 19 februarie 1953, și Wollheim a câștigat procesul.
Ronald Charles Payne și John William Garrod, folosind pseudonimul John Castle, au publicat în 1954 un roman biografic despre Coward. În parte pe baza acestuia a fost realizat în 1962 filmul The Password is Courage (Parola este „Curaj”), de regizorul american Andrew L. Stone⁠(d), cu Dirk Bogarde în rolul lui Coward, la care Coward a fost consultant, având și o scurtă apariție în film.
Coward s-a reîntâlnit cu Wollheim în 1960, într-un episod dedicat lui Coward al emisiunii de televiziune a BBC, This Is Your Life (Aceasta e viața dumneavoastră).
Coward a vizitat Israelul în 1962 și a devenit în 1965 primul britanic recunoscut Drept între popoare de către Yad Vashem.

## Onoruri postume

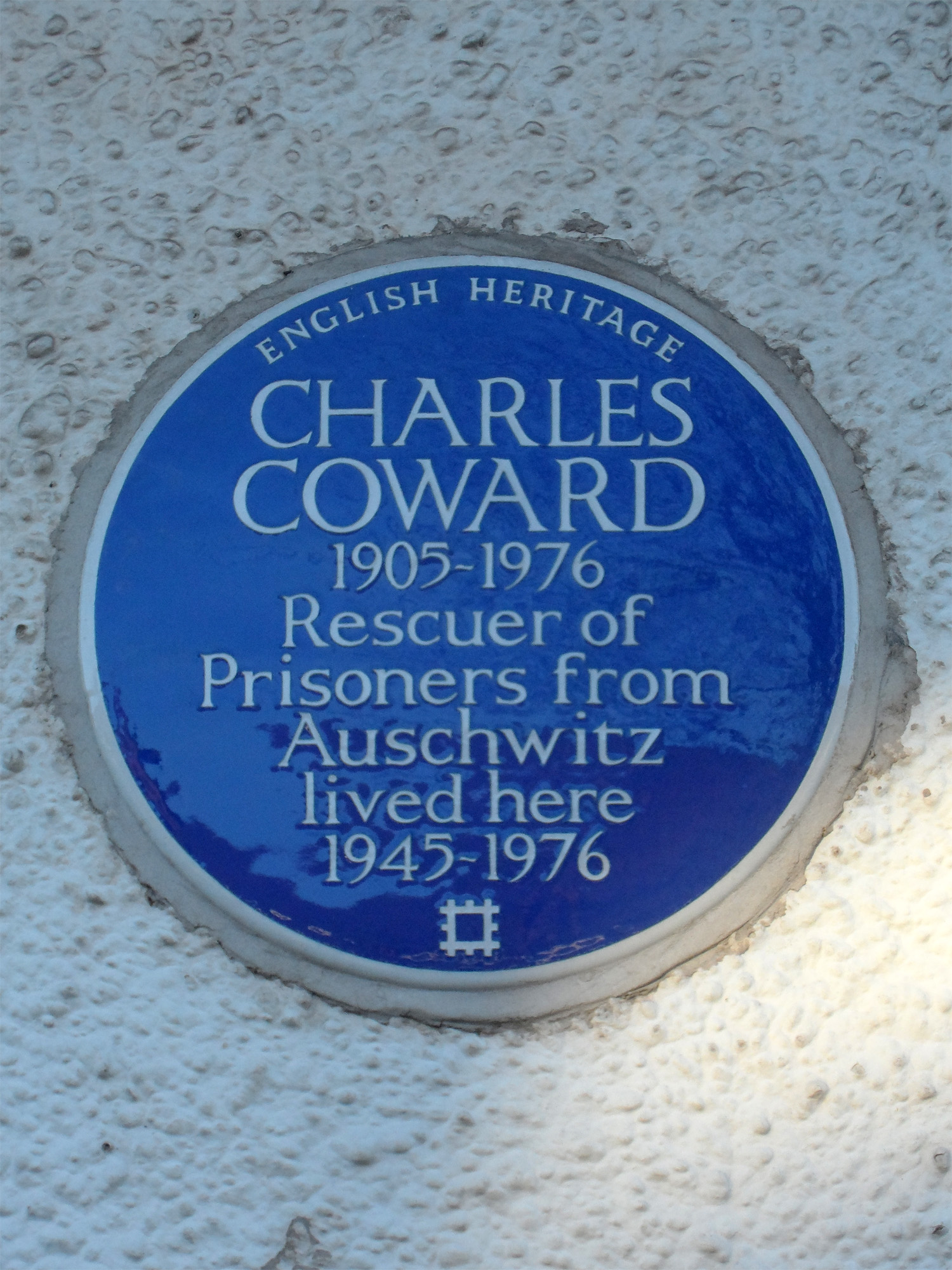
Placă comemorativă la fosta locuință a lui Charles Coward

În 2003 a fost așezată o placă comemorativă pe clădirea unde a locuit Coward între 1945 și 1976, iar în 2010, guvernul britanic l-a decorat post-mortem cu medalia Erou britanic al Holocaustului⁠(d).

## Informații neconfirmate despre Charles Coward
Biografia lui Coward este cunoscută mai ales prin cartea din 1954 semnată John Castle, considerată de istoricul american Joseph Robert White un roman de aventuri nefiabil ca sursă. Nu este clar ce este ficțiune în el și ce nu, sau care fapte au fost ale lui Coward și care eventual ale altor prizonieri. În orice caz, Coward nu a negat nimic din carte. Unii foști prizonieri britanici și-au exprimat și ei neîncrederea în amplitudinea și succesul faptelor atribuite lui Coward. După White, sursa care poate fi considerată cea mai fiabilă dintre cele provenind de la Coward este depoziția sa scrisă sub jurământ pentru procesul I. G. Farben și răspunsurile date de el la tribunal tot sub jurământ.
În general se consideră verosimil că Coward a evadat de mai multe ori, dar nu se confirmă de câte ori din cele opt amintite în carte, nici detaliile despre acestea. Ar fi evadat ultima oară la Hanovra, dând apoi acolo de militari americani.
Subofițerii puteau cere să comande echipe în lagăre de muncă situate la oarecare distanță de lagărul principal. Coward ar fi făcut de patru ori aceasta. Prima oară ar fi fost șeful unei echipe într-o mică fabrică de cherestea, apoi într-o fabrică de zahăr. În carte sunt descrise acțiuni de sabotaj în acestea: incendierea cherestelei produse, respectiv arderea unor cantități de zahăr. După ambele ar fi evadat, a doua oară împreună cu 15 soldați, după ce l-ar fi omorât pe subofițerul german comandant al lagărului de la fabrică astfel, încât să pară un accident.
La Auschwitz, Coward ar fi inițiat de asemenea acțiuni de sabotaj. Se relatează în carte că, fiind angajați timp de câteva săptămâni la întreținerea unor vagoane, prizonierii slăbeau șuruburi, turnau nisip în locurile unde trebuia să se pună lubrifiant și lubrifiant unde nu trebuia, făceau stricăciuni ascunse în vagoane, schimbau între vagoane etichete cu mărfurile transportate și destinația lor, făceau stricăciuni unor mărfuri. Altă acțiune ar fi fost tăierea în mai multe locuri a cablurilor electrice subterane pe care le puneau prizonierii. Nici acțiunile de sabotaj nu au fost confirmate.
Coward relata după război modul în care el și un camarad ajutau deținuți să evadeze. Mituiau cu lucruri primite în pachete un gardian SS, pentru ca acesta să facă să ajungă cadavre ale unor morți pe șantier în șanțul de pe marginea drumului dintre acesta și lagărul deportaților. Mituiau și gardieni de-ai lor ca să le aducă haine civile. După programul de lucru, Coward și camaradul lui se ascundeau acolo unde erau cadavrele. Când trecea coloana deținuților spre lagărul lor, deținuți cărora li se transmisese ce să facă se aruncau în șanț, și li se dădeau hainele și ceva alimente. Când germanii găseau cadavrele, efectivul se dovedea complet. Acțiunea a fost confirmată de camarazi ai lui Coward, unul ca martor direct, celălalt ca martor indirect. Însă Coward a exagerat mult numărul celor ajutați să evadeze. Spusele lui nu au fost confirmate de niciun fost deținut care ar fi evadat astfel. Putea fi vorba numai de câțiva evadați, eventual prinși și uciși.
Coward ar fi profitat de posibilitatea de a circula în afara lagărului cu un soldat pe care îl mituia, pentru a putea comunica între patru ochi cu membri ai unui grup din rezistența poloneză, ducând de mai multe ori pistoale, muniție și dinamită de la aceștia unui deținut din Auschwitz III, membru al grupului, care lucra pe șantier. Se descrie în carte aruncarea în aer cu această dinamită a crematoriilor din lagărul Auschwitz II-Birkenau de către acel deținut. A avut loc într-adevăr o revoltă a deținuților din Sonderkommando⁠(d), cei folosiți la crematorii, la 7 octombrie 1944, care au distrus un crematoriu. Ei aveau câteva arme și exploziv, dar procurate pe alte căi.